# Seven Nation Army
«Seven Nation Army» (стилизовано «7 Nation Army»; с англ. — «Армия семи наций») — песня американской рок-группы The White Stripes, написанная ведущим вокалистом и гитаристом Джеком Уайтом; открывающий трек и ведущий сингл их четвёртого студийного альбома Elephant, впервые выпущенный весной 2003 года.
Известная благодаря узнаваемому гитарному риффу, песня указывается в числе величайших песен 2000-х годов, будучи положительно принята слушателями и профильной прессой; помимо этого «Seven Nation Army» пользуется популярностью на спортивных и политических мероприятиях.

## Список композиций
CD
| №  | Название            | Автор(ы)                        | Длительность |
| -- | ------------------- | ------------------------------- | ------------ |
| 1. | «Seven Nation Army» | Джек Уайт                       | 3:52         |
| 2. | «Good to Me»        | Брендан Бенсон, Джейсон Фолкнер | 2:06         |
| 3. | «Black Jack Davey»  | Народная                        | 5:06         |

7"
| №  | Название            | Автор(ы)                        | Длительность |
| -- | ------------------- | ------------------------------- | ------------ |
| 1. | «Seven Nation Army» | Джек Уайт                       | 3:52         |
| 2. | «Good to Me»        | Брендан Бенсон, Джейсон Фолкнер | 2:06         |

## Музыкальное видео
Видеоклип на «Seven Nation Army», снятое режиссёрами Алексом Кортесом и Мартином Фужролем, состоит из непрерывной съёмки через калейдоскопический туннель зеркальных чёрных, красных и белых треугольников. Некоторые из них содержат изображение игры Джека и Мэг, а также марширующих скелетов и слонов. Видео ускоряется и замедляется в унисон с темпом песни, а также содержит ряд специальных эффектов, таких как вспышки.

## Оценки критиков
Песня достигла 1 места в чарте Modern Rock Tracks журнала Billboard, на котором она продержалась 38 недель кряду. «Seven Nation Army» получила премию «Грэмми» в категории «Лучшая рок-песня», а также «золотой» статус в Германии.
Песня заняла 6 место в списке «100 лучших песен 2000-х» по версии журнала Rolling Stone и 21 место в списке «100 лучших гитарных песен» того же издания. В аналогичном списке лучших гитарных песен журнала Q «Seven Nation Army» заняла 8 место. Песня также попала в два списка журнала NME: «50 лучших песен десятилетия (1996—2006)», в котором она заняла 5 место и «150 лучших песен за последние 15 лет» — 23 место.

## Популярность в спорте
Песню начали петь на футбольных матчах болельщики команды «Брюгге» из Бельгии в Лиге чемпионов: впервые она зазвучала на матче против итальянского «Милана». Однако истинную популярность «Seven Nation Army» обрела на чемпионате мира 2006 года: эту песню пели болельщики сборной Италии. На пути к победе в чемпионате мира по регламенту сборной необходимо было сыграть семь матчей и победить в них своих противников. Сборная Италии хотя и свела один матч вничью, однако выиграла чемпионат мира. Также «Seven Nation Army» на футбольных чемпионатах Европы 2012 и 2016 годов звучала каждый раз после забитого гола. Кроме того, регулярно звучит на стадионах Баварии (Мюнхен) и Атлетико (Мадрид) после забитого хозяевами гола.
Песня звучит в исполнении круизного лайнера MSC Magnifica ежегодно во время празднования «дня рождения» Гамбургского порта.
Под Seven Nation Army на сцену выходит лидер мирового дартса Майкл ван Гервен. Болельщики даже поют его имя нараспев под знаменитый гитарный рифф.

## Использование в поп-культуре
- Оригинальная версия песни входит в официальный саундтрек фильма «Отряд самоубийц».
- Ремикс в исполнении The Glitch Mob  входит в официальный саундтрек фильма «Бросок кобры 2 и звучит в дебютном трейлере видеоигры Battlefield 1.